# Котович, Апполинарий

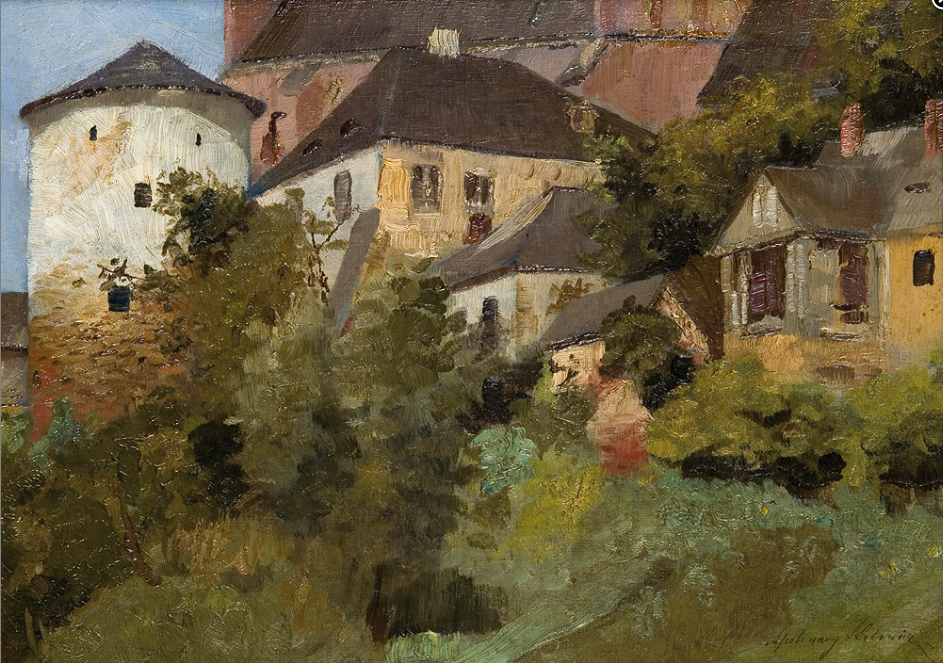
Пейзаж старого Беча. Около 1917

Апполинарий Станислав Котович (пол. Apolinary Kotowicz; 24 марта 1859, Беч, Австрийская империя — 21 апреля 1917, Ясло Австро-Венгрия) — польский художник-пейзажист, портретист, иллюстратор, сценограф.

## Биография

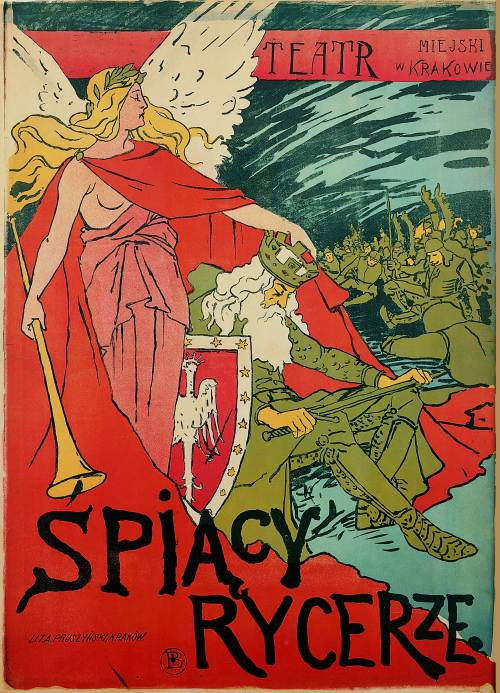
Афиша к спектаклю «Спящий рыцарь». 1898. Национальный музей в Кракове

Сын врача. После окончания гимназии в Тарнуве, переехал в Краков, где прожил основную часть жизни с 1878 по 1904. Там же окончил Школу изящных искусств. Ученик Яна Матейко и Владислава Лущкевича.
После этого, получив стипендию, два года провел в Мюнхене, где продолжал совершенствовать мастерство в частной школе Шимона Холлоши. Вместе с группой студентов под руководством учителя часто выезжал на плэнеры в Венгрию.
Вернувшись на родину в Краков, стал постоянным участников выставок Общества любителей изящных искусств, где экспонировал свои жанровые картины («За здоровье новобрачных» (1888), «Перед экзаменом» (1890), «Ухаживание» (1890), «В мастерской» (1893), «Отдых» (1897) и др.).
В 1894—1895 гг. принимал участие в создании монументального панорамного полотна «Панорама Татр», крупнейшей в истории польской картины, имевшей размеры 115 м в длину и 16 м в ширину, что по площади поверхности больше, чем «Рацлавицкая панорама» Кроме него, в создании панорамы принимали участие, среди прочих, Теодор Аксентович, Антоний Пиотровский, Станислав Яновский, Станислав Радзийовский и др.
В 1898—1903 работал в качестве декоратора и сценографа в Городского театра в Кракове, позже — Народного театра там же, театра в Познани. Автор ряда театральных афиш.
Занимался иллюстрирование книг, в частности, Габриели Запольской «Tamten».
Придерживался консервативных взглядов в искусстве. Автор целого ряда пейзажей и портретов, нескольких картин для костелов, занимался реставрацией памятников культуры в родном городе.